# Generi di Theraphosidae
Di seguito sono descritte le 13 sottofamiglie e i 144 generi della famiglia di ragni Theraphosidae note al luglio 2017, seguendo la suddivisione in sottofamiglie segue quella adottata dal Museo di Storia Naturale di Berna integrata con quella dell'aracnologo M. Jacobi.

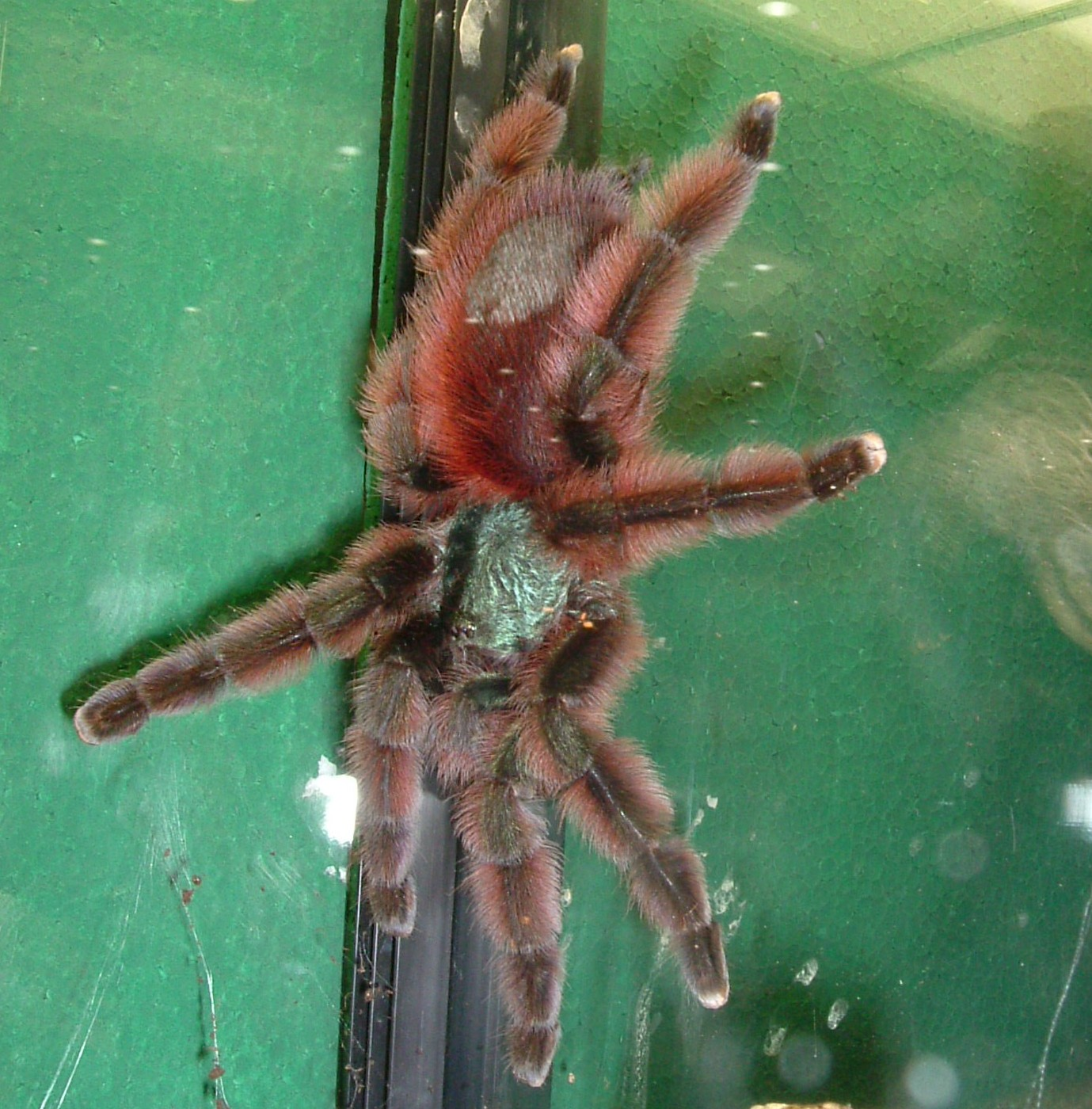
Avicularia versicolor, femmina adulta

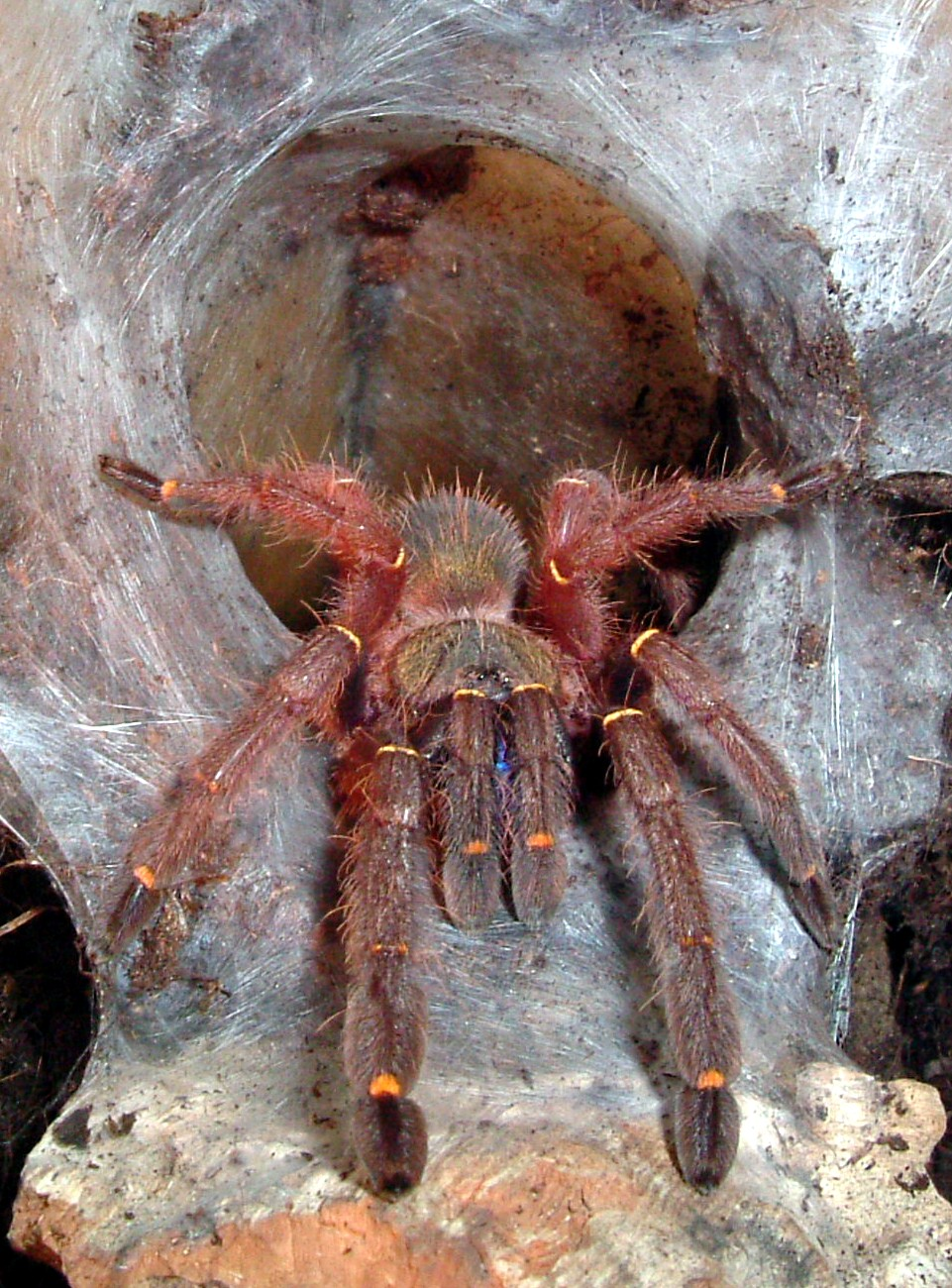
Ephebopus cyanognathus

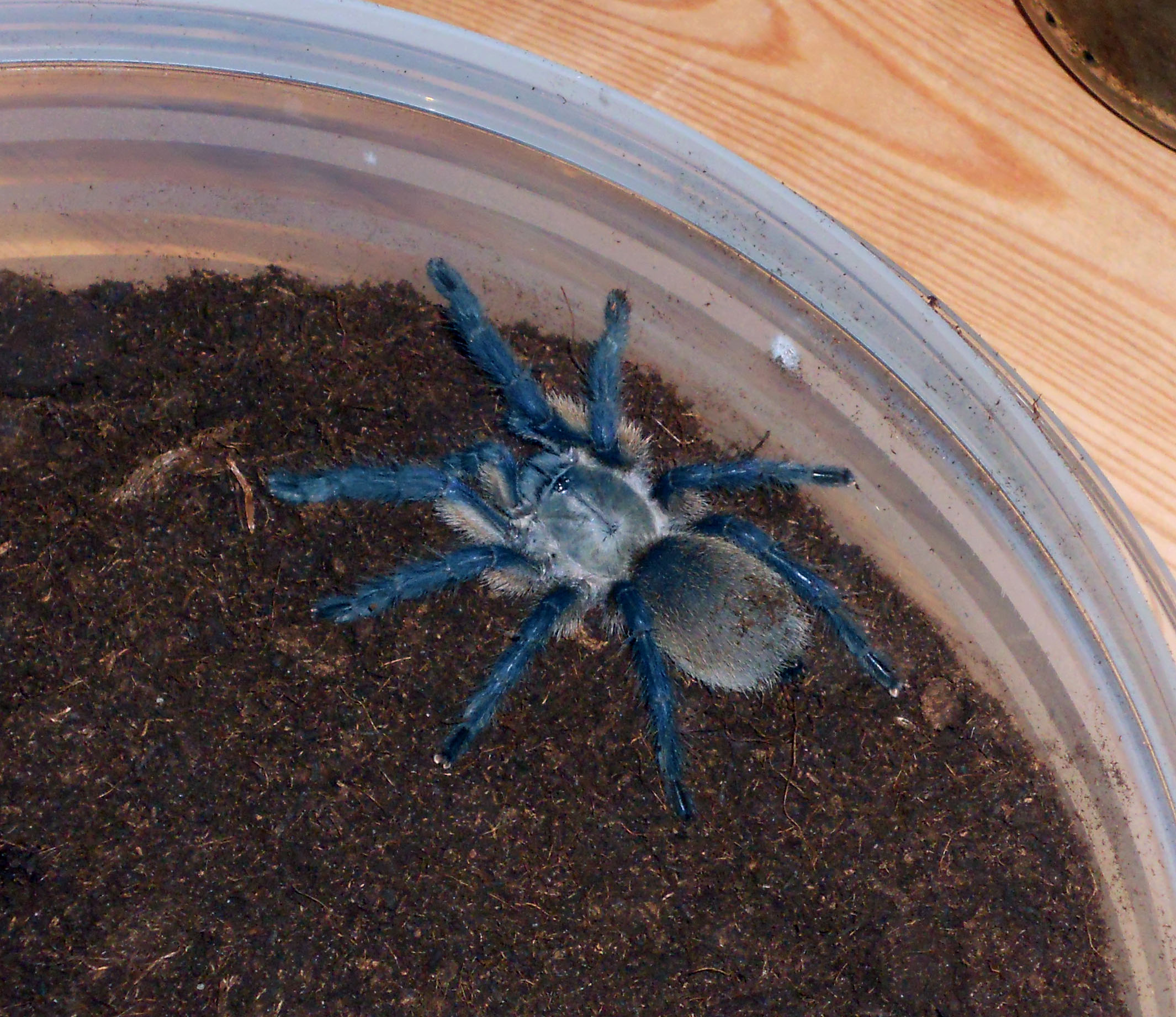
Monocentropus balfouri

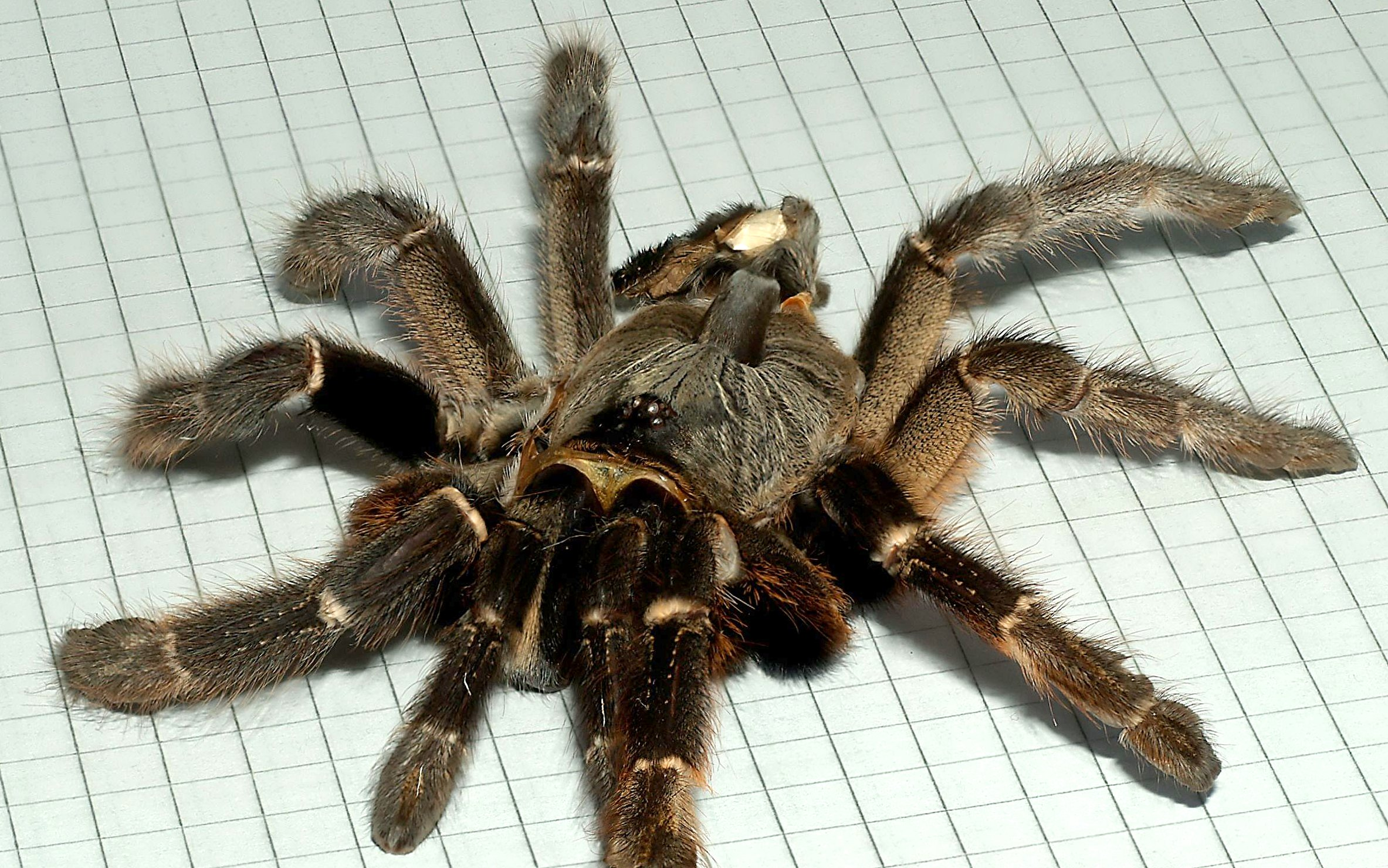
Ceratogyrus bechuanicus, exuvia di femmina adulta

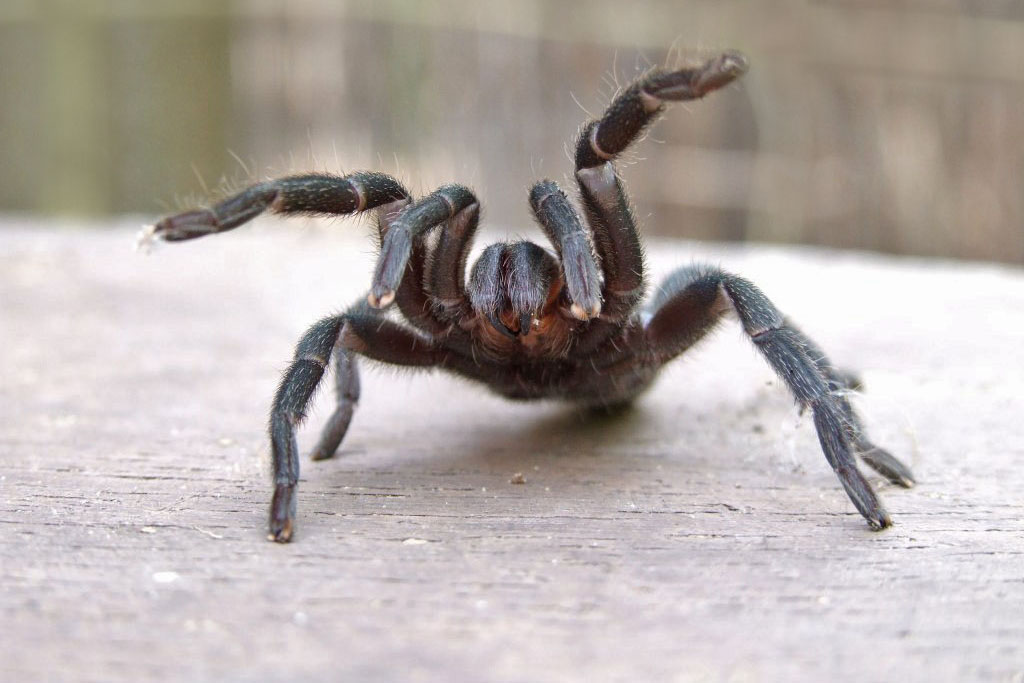
Chaetopelma olivaceum

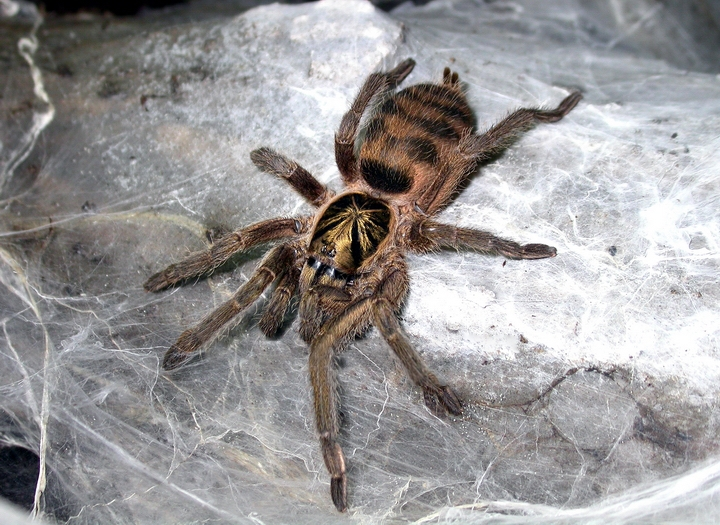
Holothele incei, femmina

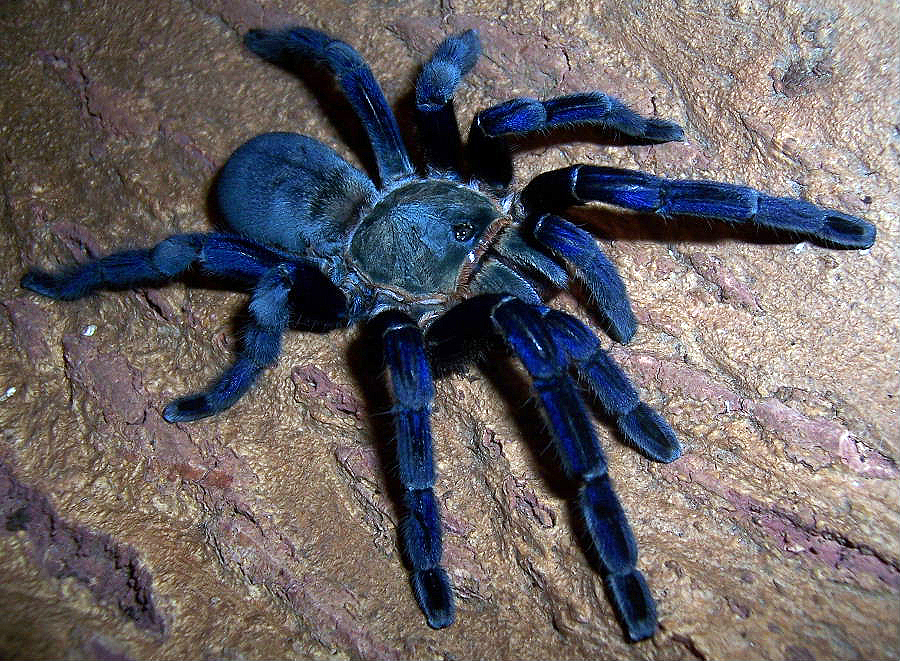
Haplopelma lividum

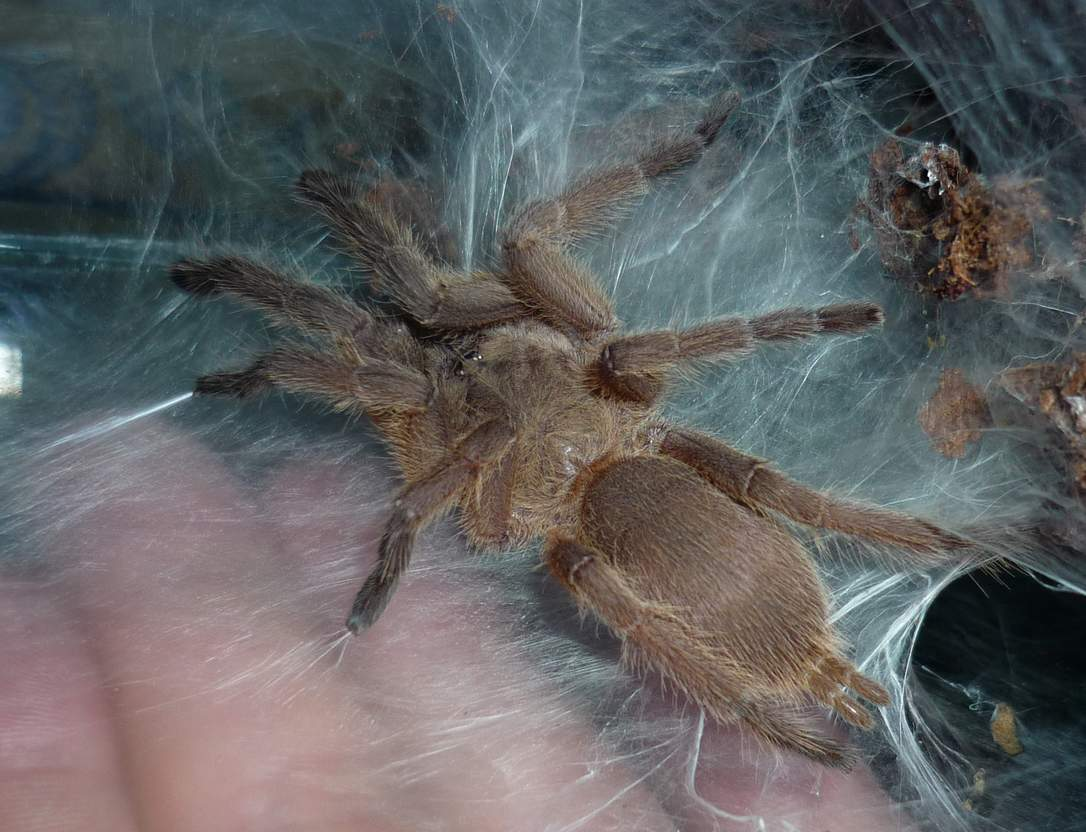
Chilobrachys huahini

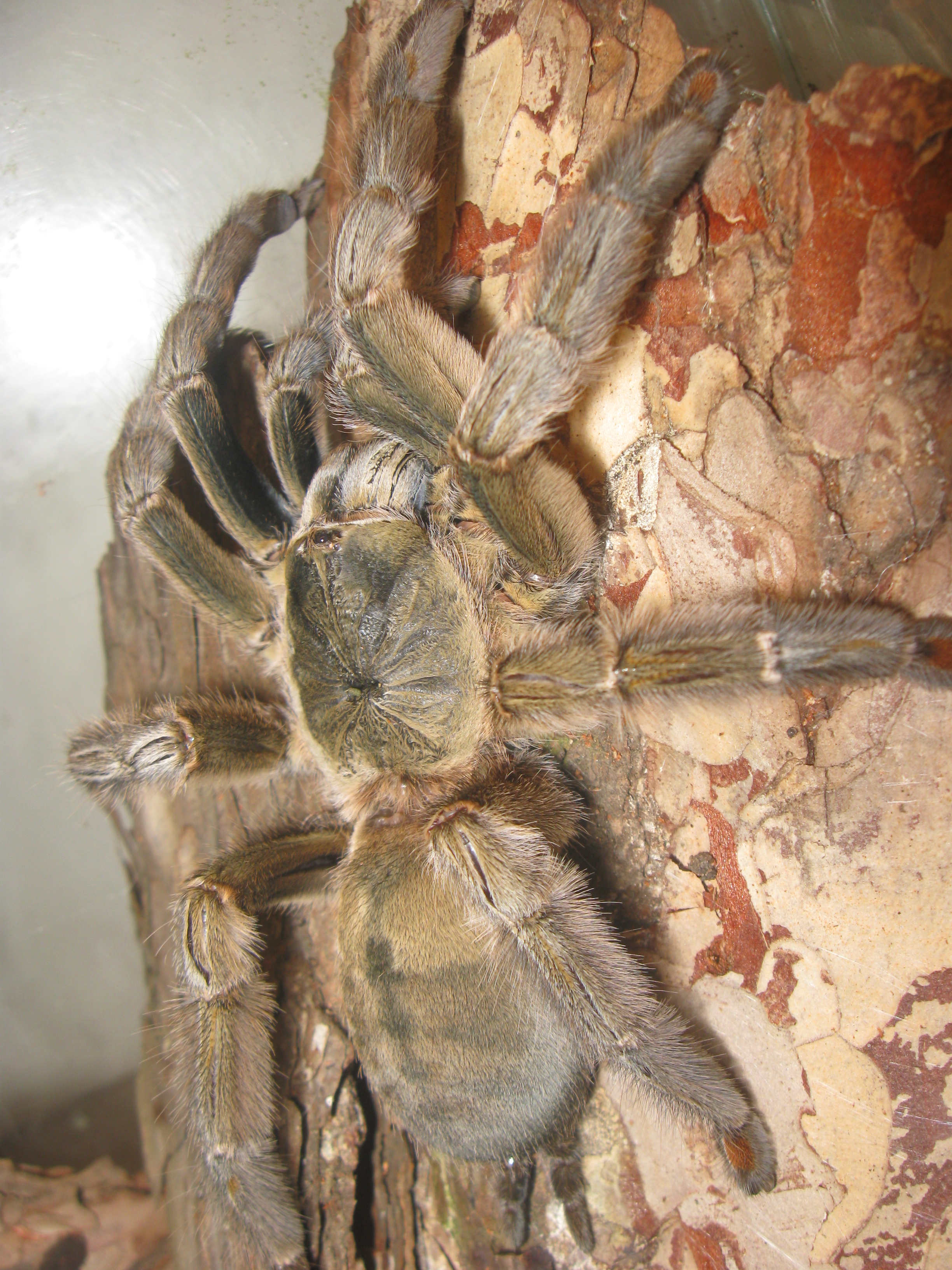
una Selenocosmiinae, femmina

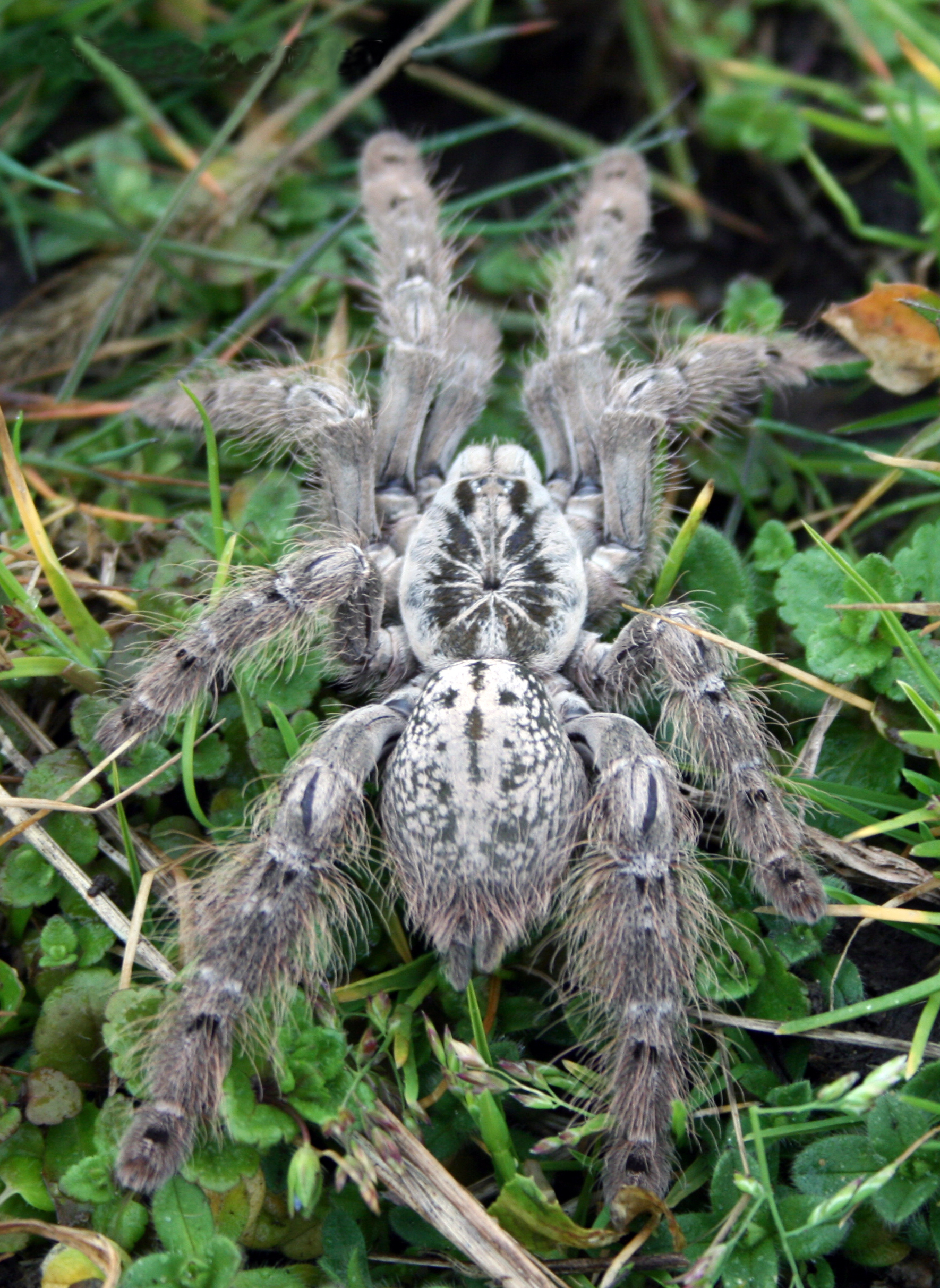
Heteroscodra maculata

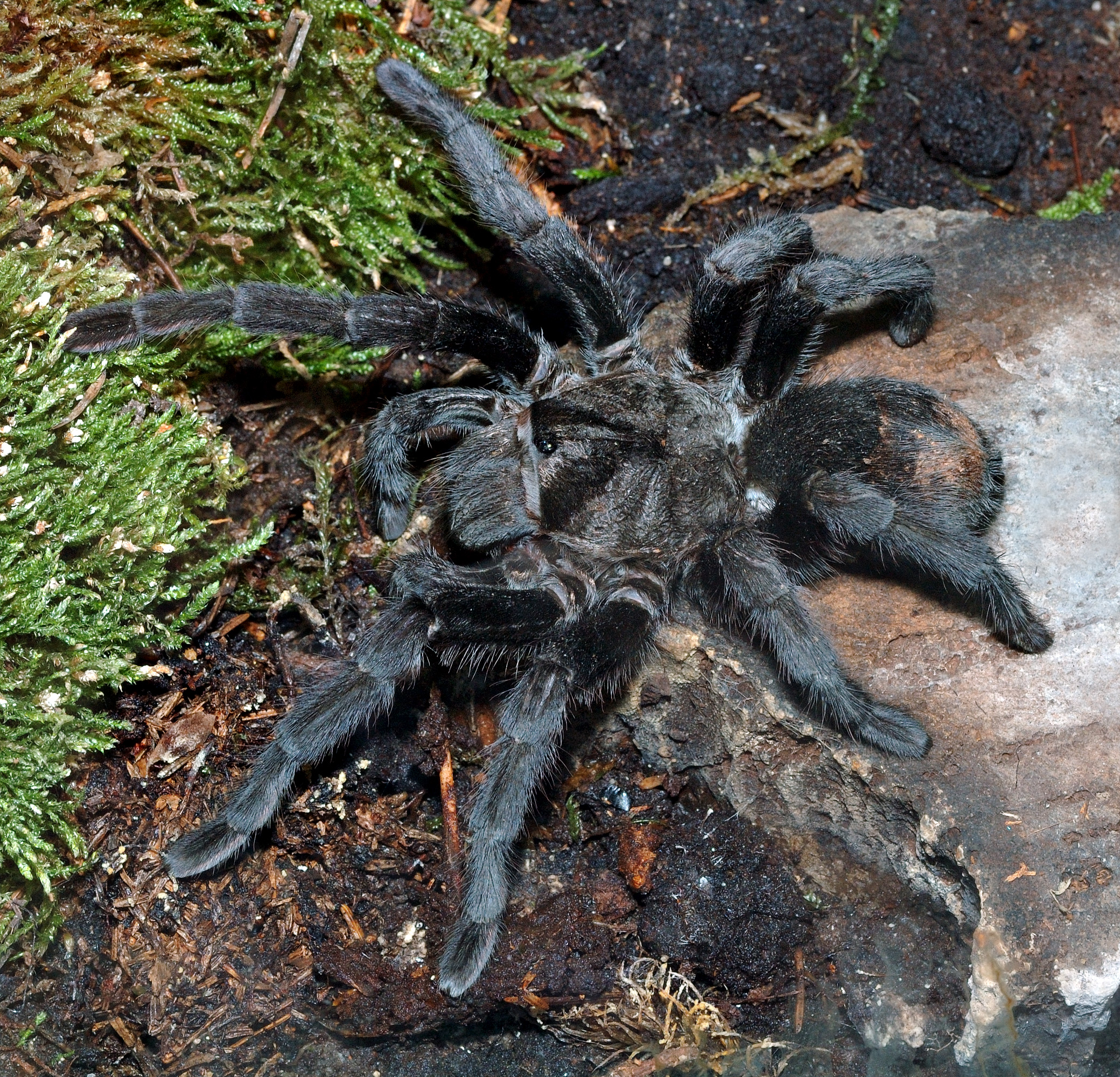
Grammostola pulchra

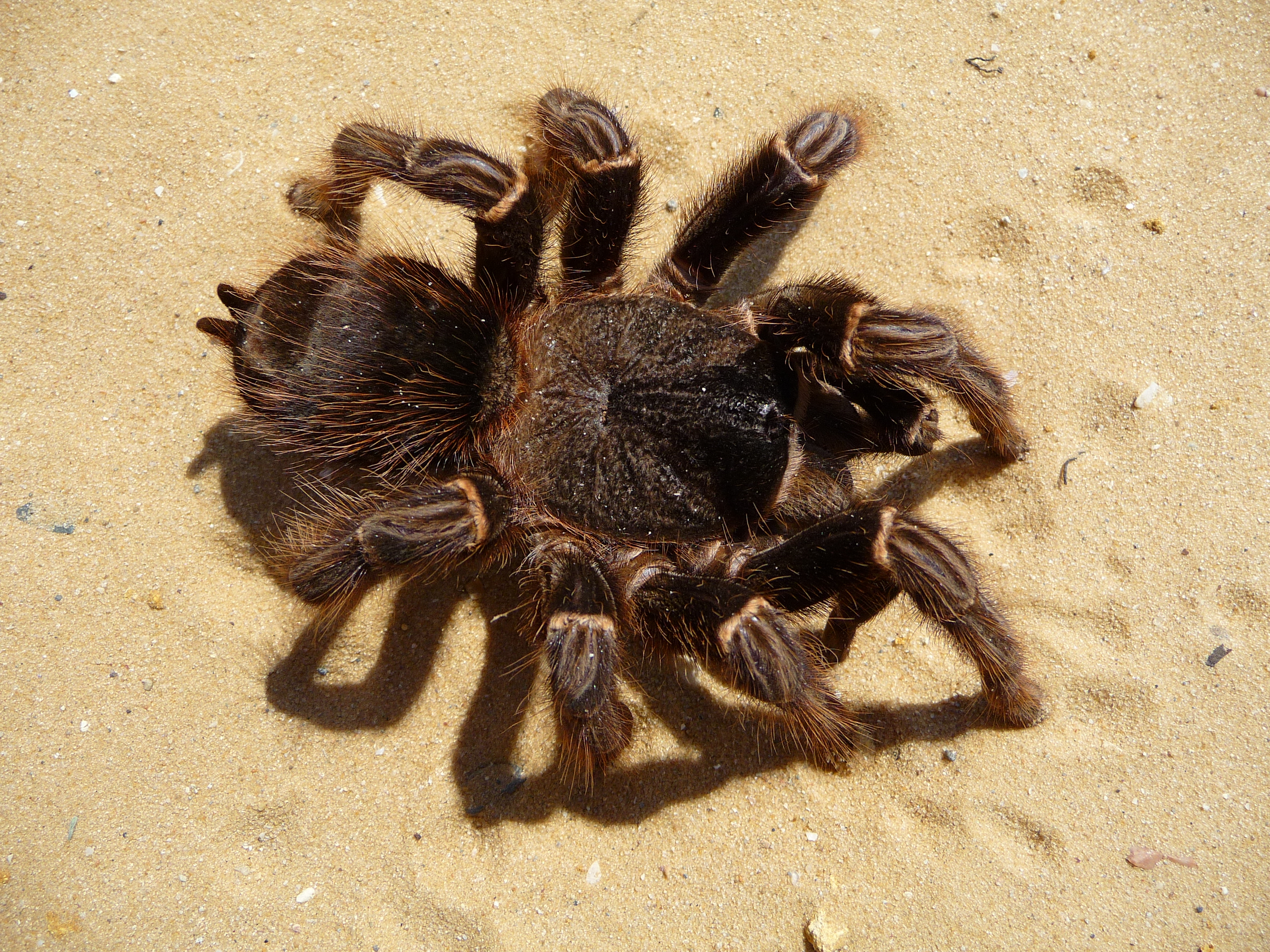
Lasiodora parahibana, femmina

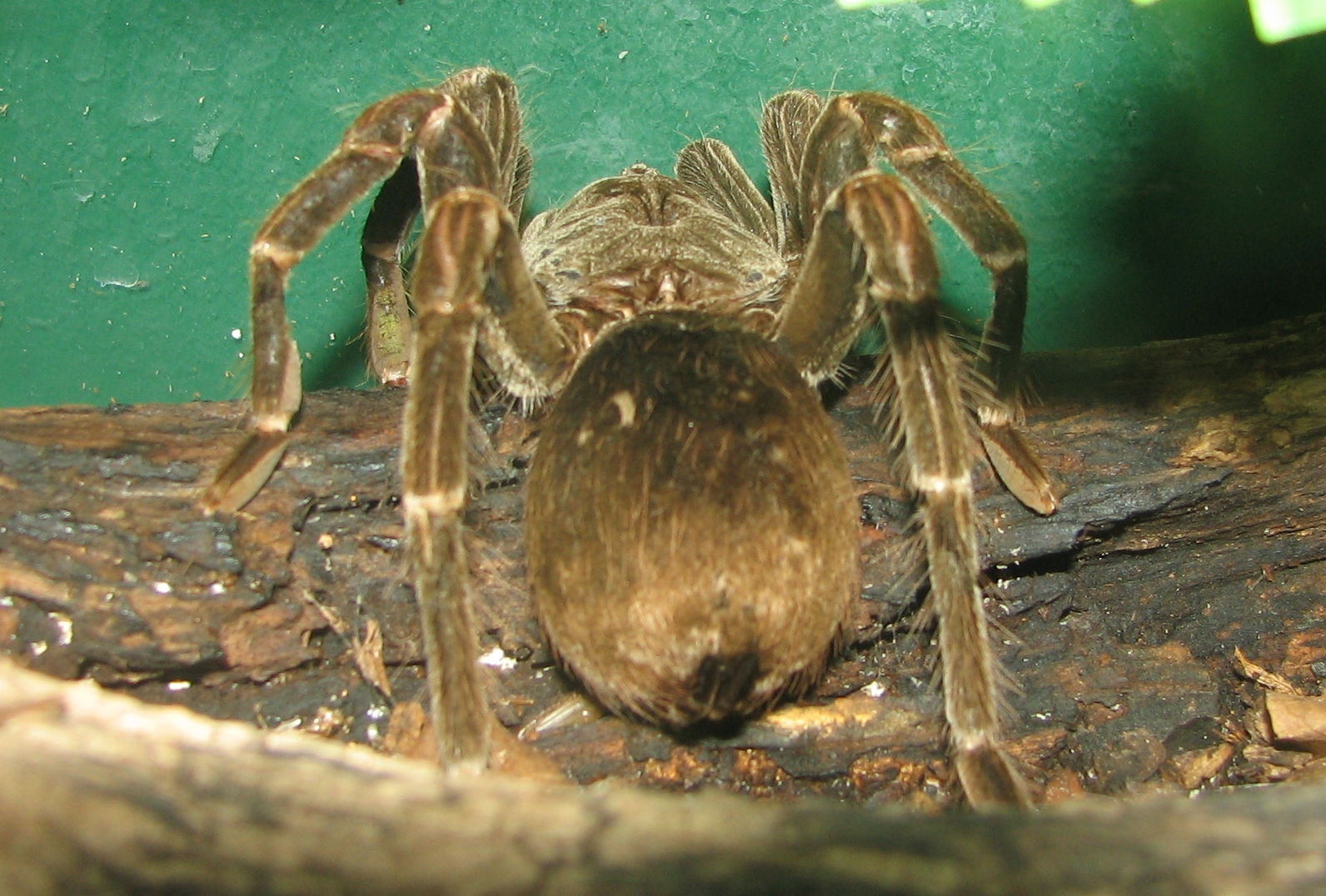
Pamphobeteus nigricolor

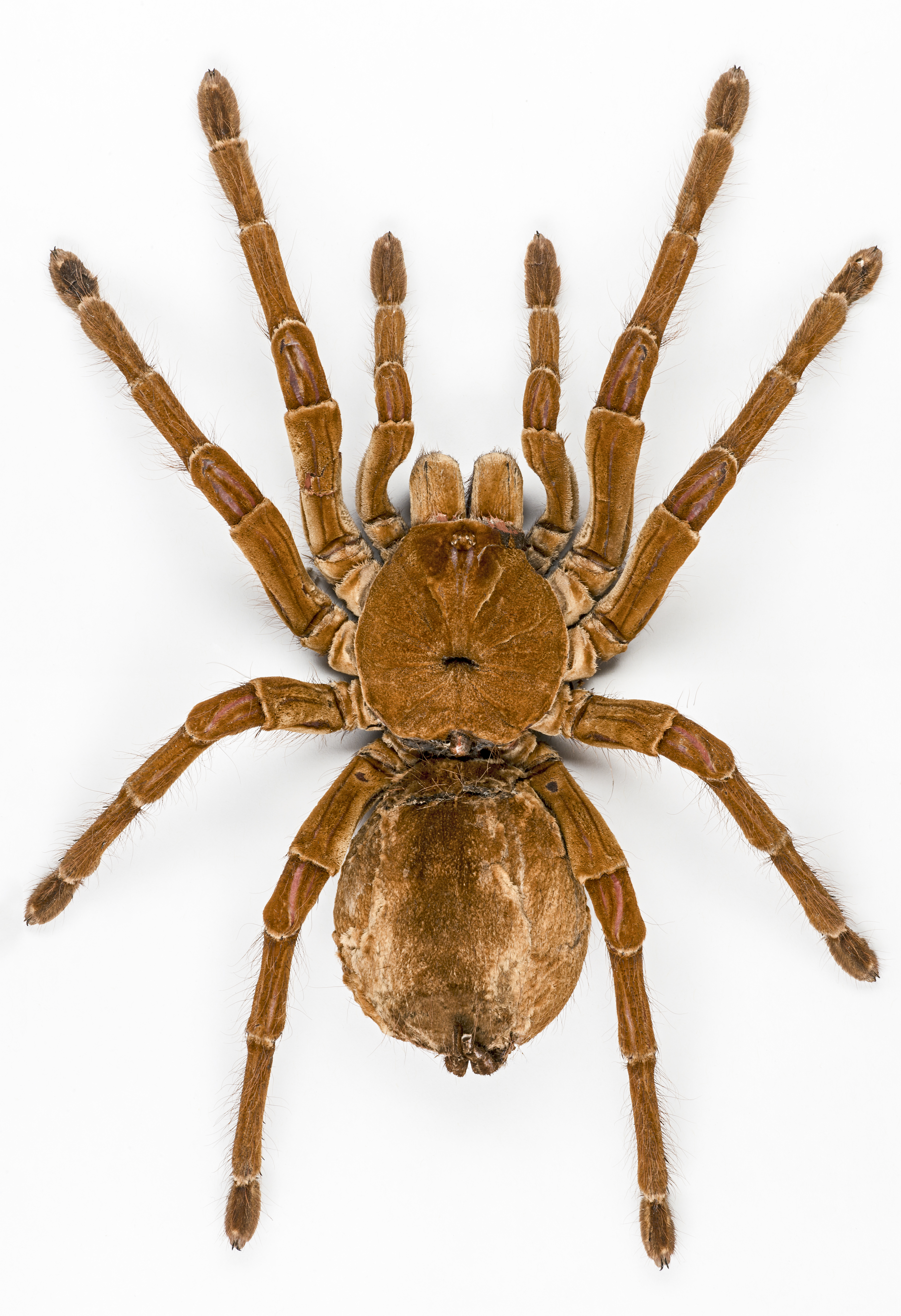
Theraphosa blondi

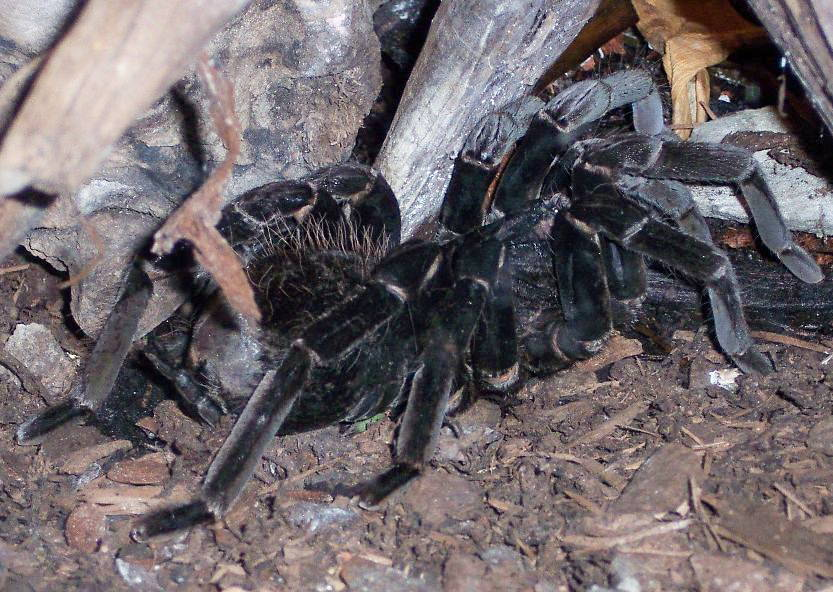
Xenesthis immanis

## Acanthopelminae
- Acanthopelminae Simon, 1874

1. Acanthopelma F. O. P.-Cambridge, 1897 [4] - America centrale, Guyana

## Aviculariinae
- Aviculariinae Simon, 1874

1. Antillena Bertani, Huff & Fukushima, 2017 - Repubblica Dominicana
2. Avicularia Lamarck, 1818 - America meridionale
3. Ephebopus Simon, 1892 [5] - Guiana francese, Brasile, Ecuador
4. Iridopelma Pocock, 1901 - Brasile
5. Pachistopelma Pocock, 1901 - Guyana, Brasile
6. Psalmopoeus Pocock, 1895[3][6]- Colombia, Costa Rica, Panama, Venezuela
7. Tapinauchenius Ausserer, 1871[6] - Guiana francese, Ecuador, Brasile
8. Typhoclaena C. L. Koch, 1850 - Brasile
9. Ybyrapora Fukushima & Bertani, 2017 - Brasile

## Eumenophorinae
- Eumenophorinae Pocock, 1897

1. Anoploscelus Pocock, 1897[7] - Uganda, Tanzania, Ruanda
2. Batesiella Pocock, 1903[8] - Camerun
3. Encyocrates Simon, 1892 - Madagascar
4. Eumenophorus Pocock, 1897 - Sierra Leone
5. Hysterocrates Simon, 1892 - Camerun, Golfo di Guinea
6. Loxomphalia Simon, 1889 - Zanzibar (Tanzania)
7. Loxoptygus Simon, 1903 - Etiopia
8. Mascaraneus Gallon, 2005 - isole Mauritius
9. Monocentropus Pocock, 1897 - Socotra, Madagascar, Yemen
10. Myostola Simon, 1903 - Gabon, Camerun
11. Pelinobius Karsch, 1885 - Kenya, Tanzania
12. Phoneyusa Karsch, 1884 - Africa
13. Sahydroaraneus Mirza & Sanap, 2014 - India

## Harpactirinae
- Harpactirinae Pocock, 1897

1. Augacephalus Gallon, 2002 - Africa meridionale e orientale
2. Bacillochilus Gallon, 2010 - Angola
3. Brachionopus Pocock, 1897 [9] - Sudafrica
4. Ceratogyrus Pocock, 1897 - Africa meridionale
5. Eucratoscelus Pocock, 1898 - Tanzania, Kenya
6. Harpactira Ausserer, 1871 - Sudafrica
7. Harpactirella Purcell, 1902 - Sudafrica
8. Idiothele Hewitt, 1919 [10] - Africa meridionale
9. Pterinochilus Pocock, 1897 - Africa
10. Trichognathella Gallon, 2002 - Sudafrica

## Ischnocolinae
- Ischnocolinae Simon, 1872

1. Acentropelma Pocock, 1901 - Messico, Guatemala, Belize
2. Catumiri Guadanucci, 2004 - Brasile, Argentina, Cile
3. Chaetopelma Ausserer, 1871 - Medio Oriente, Egitto, Turchia, Cipro
4. Hapalotremus Simon, 1903 - Brasile, Bolivia, Perù
5. Heterophrictus Pocock, 1900 - India
6. Heterothele Karsch, 1879 - Congo, Gabon, Tanzania, Camerun
7. Holothele Karsch, 1879 - Venezuela, Porto Rico, Brasile
8. Ischnocolus Ausserer, 1871 - Africa settentrionale, Spagna, Italia
9. Neoheterophrictus Siliwal & Raven, 2012[1] - India
10. Nesiergus Simon, 1903 - Isole Seychelles
11. Plesiophrictus Pocock, 1899 - India
12. Proshapalopus Mello-Leitão, 1923 - Brasile

## Ornithoctoninae
- Ornithoctoninae Pocock, 1895

1. Citharognathus Pocock, 1895 - Borneo, Cina
2. Cyriopagopus Simon, 1887 - Malaysia, Filippine
3. Lampropelma Simon, 1892 - Indonesia, Malaysia, Singapore
4. Omothymus Thorell, 1891 - Malesia
5. Ornithoctonus Pocock, 1892 - Thailandia, Myanmar
6. Phormingochilus Pocock, 1895 - Borneo, Sumatra

## Poecilotheriinae
- Poecilotheriinae Simon, 1889

1. Poecilotheria Simon, 1885 [11] - India, Sri Lanka

## Schismatothelinae
1. Euthycaelus Simon, 1889 - Colombia, Venezuela
2. Guyruita Guadanucci e al., 2007 - Brasile
3. Neoholothele Guadanucci & Weinmann, 2015 - Colombia, Venezuela, Trinidad e Tobago
4. Schismatothele Karsch, 1879[12] - Venezuela
5. Sickius Soares & Camargo, 1948 - Brasile

## Selenocosmiinae
- Selenocosmiinae Simon, 1889
  - Chilobrachini West, Nunn & Hogg, 2012[3]

  1. Chilobrachys Karsch, 1891 - India, Myanmar, Cina
  2. Haplocosmia Schmidt & von Wirth, 1996 - Nepal

  - Phlogiellini West, Nunn & Hogg, 2012[3]

  1. Orphnaecus Simon, 1892 - Filippine
  2. Phlogiellus Pocock, 1897 - Filippine, Myanmar, Giava

  - Selenocosmiini Simon, 1889[3]

  1. Coremiocnemis Simon, 1892 - Malaysia, Queensland
  2. Lyrognathus Pocock, 1895 - India, Malaysia
  3. Psednocnemis West, Nunn & Hogg, 2012 - Malaysia, Borneo
  4. Selenocosmia Ausserer, 1871 - Indonesia, Vietnam, Myanmar, Filippine
  5. Selenotholus Hogg, 1902 - Territorio del Nord (Australia)
  6. Selenotypus Pocock, 1895 - Queensland

## Selenogyrinae
- Selenogyrinae A. M. Smith, 1990

1. Annandaliella Hirst, 1909[3] - India
2. Euphrictus Hirst, 1908 [13] - Camerun, Congo
3. Selenogyrus Pocock, 1897 [14] - Costa d'Avorio, Sierra Leone

## Stromatopelminae
- Stromatopelminae Schmidt, 1993

1. Encyocratella Strand, 1907 - Tanzania
2. Heteroscodra Pocock, 1899 - Gabon, Congo, Camerun
3. Stromatopelma Karsch, 1881 - Africa occidentale

## Theraphosinae
- Theraphosinae Thorell, 1870

1. Acanthoscurria Ausserer, 1871 - America meridionale
2. Aenigmarachne Schmidt, 2005 - Costa Rica
3. Agnostopelma Pérez-Miles & Weinmann, 2010 - Colombia
4. Ami Pérez-Miles, 2008 - Costa Rica
5. Aphonopelma Pocock, 1901 - USA, Messico, America centrale
6. Barropelma Chamberlin, 1940 - Panama
7. Bistriopelma Kaderka, 2015 - Perù
8. Bonnetina Vol, 2000 - Messico
9. Brachypelma Simon, 1891 [15] - Messico, Costa Rica, Guatemala, Panama
10. Bumba Pérez-Miles, Bonaldo & Miglio, 2014 - Brasile, Venezuela, Ecuador
11. Cardiopelma Vol, 1999 [16] - non conosciuto
12. Catanduba Yamamoto, Lucas & Brescovit, 2012 - Brasile
13. Chromatopelma Schmidt, 1995 - Venezuela
14. Citharacanthus Pocock, 1901 - Cuba, Guatemala, Messico
15. Clavopelma Chamberlin, 1940 [17] - Messico
16. Cotztetlana Mendoza, 2012 - Messico
17. Crassicrus Reichling & West, 1996 [18] - Belize
18. Cubanana Ortiz, 2008 - Cuba
19. Cyclosternum Ausserer, 1871 - America centrale, Brasile, Venezuela
20. Cyriocosmus Simon, 1903 - Brasile, Perù, Bolivia, Venezuela
21. Cyrtopholis Simon, 1892 - Cuba, Giamaica, America centrale
22. Euathlus Ausserer, 1875 - Cile, Argentina, Ecuador
23. Eupalaestrus Pocock, 1901 - Brasile, Paraguay, Argentina
24. Grammostola Simon, 1892 - America meridionale
25. Hapalopus Ausserer, 1875 - Brasile, Venezuela, Messico
26. Hemirrhagus Simon, 1903 - Messico
27. Homoeomma Ausserer, 1871 - Brasile, Argentina, Perù
28. Kochiana Fukushima, Nagahama & Bertani, 2008 - Brasile
29. Lasiodora C. L. Koch, 1850 - Brasile, Costa Rica, Argentina
30. Lasiodorides Schmidt & Bischoff, 1997 - Perù, Ecuador
31. Magnacarina Mendoza, Locht, Kaderka, Medina & Pérez-Miles, 2016 - Messico
32. Magulla Simon, 1892 - Brasile
33. Megaphobema Pocock, 1901 - Costa Rica, Colombia, Brasile
34. Melloleitaoina Gerschman & Schiapelli, 1960 - Argentina
35. Metriopelma Becker, 1878 - Venezuela, Panama, Costa Rica, Messico
36. Miaschistopus Pocock, 1897 - Venezuela
37. Mygalarachne Ausserer, 1871 - Honduras
38. Neostenotarsus Pribik & Weinmann, 2004 - Guiana francese
39. Nesipelma Schmidt & Kovarik, 1996 - Saint Kitts e Nevis (Piccole Antille)
40. Nhandu Lucas, 1983 - Brasile, Paraguay
41. Ozopactus Simon, 1889[3] - Venezuela
42. Pamphobeteus Pocock, 1901 - Colombia, Ecuador, Perù
43. Phormictopus Pocock, 1901 - Cuba, America meridionale
44. Plesiopelma Pocock, 1901 - Brasile, Uruguay, Paraguay
45. Pseudhapalopus Strand, 1907 [19] - Bolivia, Colombia
46. Pterinopelma Pocock, 1901 - Brasile
47. Reversopelma Schmidt, 2001 - Ecuador, Perù
48. Schizopelma F. O. P.-Cambridge, 1897 - Messico, Guatemala
49. Sericopelma Ausserer, 1875 [20] - Costa Rica, Venezuela, Panama
50. Sphaerobothria Karsch, 1879 - Costa Rica
51. Stichoplastoris Rudloff, 1997 - Costa Rica, El Salvador
52. Theraphosa Thorell, 1870 - Venezuela, Brasile, Guyana
53. Thrixopelma Schmidt, 1994 - Perù, Cile
54. Tmesiphantes Simon, 1892 [21] - Brasile
55. Vitalius Lucas, Silva & Bertani, 1993 - Brasile
56. Xenesthis Simon, 1891 - Venezuela, Panama, Colombia

## Thrigmopoeinae
- Thrigmopoeinae Pocock, 1900

1. Haploclastus Simon, 1892 - India
2. Thrigmopoeus Pocock, 1899 - India.

## Incertae sedis
1. Aguapanela Perafán & Cifuentes, 2015 - Colombia
2. Caribena Fukushima & Bertani, 2017 - Porto Rico, Cuba, Isole Vergini USA, Martinica
3. Davus O. Pickard-Cambridge, 1892 - Costarica, Messico, Guatemala, Nicaragua, Panama
4. Dolichothele Mello-Leitão, 1923 - Brasile, Bolivia
5. Euripelmella Strand, 1907 - Guatemala
6. Kankuamo Perafán, Galvis & Pérez-Miles, 2016 - Colombia
7. Longilyra Gabriel, 2014 - El Salvador
8. Munduruku Miglio, Bonaldo & Pérez-MIles, 2013 - Brasile
9. Neischnocolus Petrunkevitch, 1925 - Panama
10. Phrixotrichus Simon, 1889 - Argentina, Cile
11. Reichlingia Rudloff, 2001[22] - Belize
12. Scopelobates Simon, 1903[23] - Repubblica Dominicana
13. Trichopelma Simon, 1888[24] - Sudafrica

### Generi fossili
- Ischnocolinopsis Wunderlich, 1988; fossile
  - Ischnocolinopsis acutus (Wunderlich, 1988); fossile, nell'ambra dominicana del Neogene[25]

### Generi trasferiti e sinonimie
1. Citharischius Pocock, 1900 - Kenya
2. Cratorrhagus Simon, 1891[26] - Medio Oriente, Egitto, Turchia, Cipro
3. Haplopelma Simon, 1892[27] - Asia sudorientale
4. Hemiercus Simon, 1903 [28][29] - Venezuela, Colombia, Brasile
5. Maraca Pérez-Miles, 2006[30] - Brasile, Venezuela
6. Oligoxystre Vellard, 1924 [31][32] - Brasile, Bolivia
7. Paraphysa Simon, 1892[33] - Argentina, Cile, Perù
8. Pseudoligoxystre Vol, 2001[34] - Brasile, Bolivia
9. Selenobrachys Schmidt, 1999[35] - Filippine
10. Xenodendrophila Gallon, 2003 [36] - Tanzania
11. Yamia Kishida, 1920 [37] - Taiwan, Filippine

### Nomen dubium
1. Pachypelma Karsch, 1880 [38] - Cile

### Omonimie
1. Iracema Pérez-Miles, 2000 [39]